# هری کرانفیلد
هری کرانفیلد (انگلیسی: Harry Cranfield; ۲۵ دسامبر ۱۹۱۷ – دسامبر ۱۹۹۰ (aged 72–73)) بازیکن فوتبال اهل بریتانیا بود.
از باشگاه‌هایی که در آن بازی کرده‌است می‌توان به باشگاه فوتبال بریستول راورز، باشگاه فوتبال فولام، و باشگاه فوتبال کولچستر یونایتد اشاره کرد.